# Albena Denkova
Albena Petrova Denkova, bulharsky Албена Петрова Денкова (* 3. prosince 1974 Sofie) je bulharská krasobruslařka věnující se disciplíně tanečních párů. Největších úspěchů dosáhla ve dvojici s Maximem Staviskim, jenž je i jejím životním partnerem. Získali spolu dva tituly mistrů světa (2006, 2007), jedno světové stříbro (2004) a jeden bronz (2003). Mají též dvě stříbra (2003, 2004) a jeden bronz (2007) z evropského šampionátu. Zúčastnili se spolu tří olympijských her, nejlepšího výsledku dosáhli v Turíně roku 2006, kde skončili celkově pátí.
V dětství se Albena věnovala gymnastice, ke krasobruslení přešla v osmi letech. Disciplíně tanečních párů se věnovala od dvanácti. V roce 1996 poznala Rusa Staviského, který s ní začal žít v Bulharsku, přijal bulharské občanství a po jejím boku začal reprezentovat Bulharsko. V roce 2000 se jejich trenérem stal Alexej Gorškov. Následovala série úspěchů, která vyvrcholila roku 2007, kdy krom světového zlata vyhráli i Grand Prix. V tom roce však přišel rychlý pád, 5. srpna 2007 zavinil Maxim Staviski v opilosti autonehodu, při níž zemřel 24letý Petar Petrov a jeho snoubenka, 18letá Manuela Gorsova, upadla do kómatu. Vzápětí poté Staviski oznámil konec sportovní kariéry, čímž skončila i kariéra Albeny. Pokračovali spolu v bruslení na různých show po celém světě, několikrát přitom spolupracovali s Brianem Joubertem. V roce 2011 se jim narodil syn.